# Mike Mullins
Pour les articles homonymes, voir Mullins.
Pas d'image ? Cliquez ici

a Compétitions nationales et continentales officielles uniquement.

b Matchs officiels uniquement.
Dernière mise à jour le 21/02/2017.
Michael John Marisch Mullins, est né le 29 octobre 1970 à Auckland (Nouvelle-Zélande). C’est un ancien joueur de rugby à XV, d’origine néo-zélandaise, qui jouait avec l'équipe d'Irlande de 1999 à 2003, évoluant au poste de trois-quarts centre (1,80 m).

## Carrière
Il a eu sa première cape internationale à l’occasion d’un test match le 28 août 1999 contre l'équipe d'Argentine. 
Il a participé au Tournoi des Cinq Nations en 2000 et 2001.
Mullins a participé à la coupe du monde 1999 (1 match joué).

## Clubs successifs
- 19xx-1996 : North Harbour
- 1996-1998 : Waterloo RFC
- 1998-1999 : West Hartlepool
- 1999-2006 : Munster

## Palmarès
- 16 sélections avec l'équipe d'Irlande
- Sélections par années : 2 en 1999, 6 en 2000, 6 en 2001, 2 en 2003
- Tournois des Cinq Nations disputés: 2000 et 2001.
- Participation à la coupe du monde de 1999.